# Non Stop/For Piano in Sol
Non Stop è il quarto singolo del musicista italiano El Pasador, pubblicato nel 1977 come terzo estratto dall'album Amazonas. Il singolo contiene la sigla della trasmissione omonima.

## Tracce
1. Non Stop – 3:25 (Paolo Zavallone)
2. For Piano in Sol – 4:45 (Paolo Zavallone)

Durata totale: 8:10

## Crediti
- El Pasador - voce

## Edizioni
- 1977 - Non Stop/For Piano in Sol (New Polaris, 6061 962, 7", Italia)
- 1977 - Non Stop/For Piano in Sol (Philips, 6061 962, 7", Portogallo)